# Katastrofa kolejowa w Aleksandrii
Wypadek kolejowy w Aleksandrii – na małej stacji Churszid pociąg pasażerski najechał na stojący tam inny pociąg pasażerski, który miał odjechać do Port Said. W wyniku zderzenia zginęło 49 osób, a 123 zostały ranne.
Stacja Churszid położona jest w niewielkiej odległości na wschód od centrum Aleksandrii i należy do jej aglomeracji.
Jako przyczynę podaje się awarię, która spowodowała zatrzymanie pierwszego z pociągów. Przy okazji zwraca się uwagę na zaniedbania i niedoinwestowanie na kolejach egipskich, co przekłada się na niedotrzymywanie standardów bezpieczeństwa.
Prezydent Egiptu Abd al-Fattah as-Sisi złożył kondolencje bliskim ofiar, obiecał możliwie szybkie wyjaśnienie przyczyn wypadku oraz odszkodowania dla rodzin.